# Лотар Цан
У Вікіпедії є статті про інших людей з прізвищем Цан.
Лотар Цан (нім. Lothar Zahn; 20 вересня 1911, Позен — 10 лютого 1989, Оснабрюк) — німецький офіцер, майор вермахту. Кавалер Лицарського хреста Залізного хреста.

## Нагороди
- Залізний хрест 2-го і 1-го класу
- Німецький хрест в золоті (26 грудня 1941) — як обер-лейтенант 10-ї моторизованої роти 30-го піхотного полку.
- Лицарський хрест Залізного хреста (2 жовтня 1943) — як майор і командир 3-го батальйону 30-го гренадерського моторизованого полку.